# Ensenada Vinett
Die Ensenada Vinett (inoffiziell englisch Vinett Cove) ist eine Nebenbucht der Discovery Bay von Greenwich Island im Archipel der Südlichen Shetlandinseln. Sie liegt westlich des Labbé Point.
Wissenschaftler der 1. Chilenischen Antarktisexpedition (1946–1947) benannten sie nach einem Bootsmann, der an dieser Forschungsreise beteiligt war.